# B-sidelabel
株式会社B-SIDE LABELは東京都に拠点を置くオリジナルステッカーを取り扱う会社である。代表取締役社長は黒崎裕一郎。

## 会社概要
1枚300円のステッカーを中心に、Loftや東急ハンズ、ヴィレッジヴァンガードなどの雑貨店や直営店舗で商品を販売する会社。これまでにモンスターハンターシリーズやロックマンシリーズ、ポケットモンスターシリーズ、サンリオキャラクターズなどとのコラボ商品を販売している。
「B-SIDE LABEL」という名前には、前身となった「BRAINSIDE」の名残という意味の他に、「B-SIDE」という言葉が持つ「裏面」という意味が込められている。これは、華やかなアパレル関係などがポップアートにおける「表面」であるのに対し、創業者の黒崎が作るデザインはシュールな作品も多くあったことから、表舞台というよりは裏面の仕事であると考えたことから名付けられた。また、「LABEL」の部分に関しては、将来的にステッカーに留まらず、多くのアーティストが所属して、音楽業界のように、広い大衆が注目するポップアート業界を作りたい、という願いを込めて、音楽業界の所属を現す「label」という言葉を社名の中に用いている。販売される全てのステッカーには「B-SIDE LABEL」というブランド名が明示されており、作品によっては「美衣済度礼辺流（B-SIDE LABELの読みと同じ）」と漢字で表記されている。
特徴的なサービスとして「一年保証」がある。B-SIDE LABELのステッカーは防水、UVプロテクト加工を施しているが、剥がされたり盗まれたりした際には、購入から一年以内であれば交換・提供してもらうことができる。

## 沿革
2000年にステッカーブランド「BRAINSIDE」として香川県で創業。2005年に社名を「B-SIDE LABEL」に変更。2005年10月には大阪の南船場に直営店を開店し、2008年6月には大阪市中央区南船場において株式会社B-SIDE LABELを設立。2011年9月に東京の下北沢に2店舗目の直営店をオープン。2023年2月には10店舗目となる仙台店がオープンした。

## 専属アーティスト
2024年3月時点で26名のアーティストが所属している。
- kuro
- 里本直紀
- マシュキン
- FOORIDER
- あらいみき
- 佐々木昂
- sick
- MOT8
- take
- たけいまゆこ
- 遊
- みやざきのぞみ
- ヨシダタカヲ
- ケイス=K=アヴェニール
- フクミズホ
- サジナツミ(Warmthcreate)
- カキウチ ヒロシ
- Kei
- 中野夕衣
- Ayato.
- jbstyle.
- シウチ トモミ
- 嗟助
- ホシノ ジン
- 7.7.4
- くずもちルー